# 罗伯托·洛韦拉
罗伯托·何塞·洛韦拉·比达尔（西班牙語：Roberto José Lovera Vidal，1922年11月14日—2016年6月22日），乌拉圭男子篮球运动员，曾代表乌拉圭参加1948年夏季奥运会、1952年夏季奥运会男子篮球比赛，分别获得第五名和铜牌。